# Jakub V
Jakub V Stewart (ur. 10 kwietnia 1512 w Linlithgow Palace, zm. 14 grudnia 1542 w Falkland Palace) – król Szkocji w latach 1513–1542, jedyny spośród synów króla Jakuba IV Stewarta i Małgorzaty Tudor, najstarszej córki króla Anglii Henryka VII, który przeżył dzieciństwo. Jakub objął tron mając niewiele ponad rok, po śmierci ojca w bitwie pod Flodden. Do 1528 r. realną władzę w Szkocji sprawowali regenci.
W 1513 r. na mocy testamentu Jakuba IV regentką została wdowa po nim, Małgorzata. Jej regencja trwała do 1515 r., kiedy to na wieść o jej ślubie z hrabią Angus Rada Królewska pozbawiła ją regencji (testament Jakuba IV przyznawał Małgorzacie funkcję regentki, tylko do czasu jej ewentualnego drugiego małżeństwa) i przekazał ją bratu stryjecznemu poległego króla, Janowi Stewartowi, 2. księciu Albany. Pierwsze lata życia małego króla upłynęły w kraju rozdzieranym waśniami klanów i sporach o regencję między Albanym i Małgorzatą. Ostatecznie w 1524 r. Albany odpłynął do Francji i regentką ponownie została Małgorzata. W 1527 r. rozwiodła się z Angusem, co spowodowało zerwanie z jego krewniakami – klanem Douglasów, którzy porwali Jakuba i umieścili go w Falkland Palace, uzyskując tym samym rzeczywistą władzę w kraju.

## Rządy samodzielne
W 1528 r. Jakub uciekł z niewoli i rozpoczął samodzielne rządy. Gros jego doradców stanowili teraz duchowni. Większość czołowych stronników Douglasów udała się na wygnanie, a ich majątki przejęła Korona. Jakub twardą ręką zaprowadził spokój na pograniczu i zwalczył plagę piractwa nękającego szkockie wybrzeża. W kraju prowadził politykę wymierzoną przeciw możnowładcom. W 1537 r. wydał Akt Rewokacji, w którym unieważniał wszystkie nadania ziemskie poczynione przez regentów. Liczni możnowładcy pod zarzutem spisku powędrowali na szafot.
Król cieszył się za to popularnością wśród niższych warstw społecznych. Brał w ochronę mniejszych dzierżawców przed wielkimi posiadaczami ziemskimi, ani też nie stronił od kontaktów z mieszczanami i chłopami. Zyskał sobie tym przydomek Króla Biedaków. Na duchowieństwo i szlachtę nakładał ogromne podatki z których finansował przebudowę swoich pałaców w duchu renesansowym. Sprawił sobie również za nie nową koronę. Jakub był zdecydowanie przeciwny nowinkom religijnym i zawzięcie tępił herezję. Za jego panowania spłonął na stosie pierwszy szkocki protestant Patryk Hamilton. Stało się to w 1528 r. Później takie egzekucje nie były czymś niezwykłym.
W polityce zagranicznej król Jakub opowiadał się za Starym Sojuszem (The Auld Alliance), który od XII w. łączył tradycyjnie Francję i Szkocję. Z Francji pochodziły też obie żony Jakuba – Magdalena de Valois i Maria de Guise. Starał się jednocześnie utrzymywać poprawne stosunki ze swoim wujem, królem Anglii Henrykiem VIII, który usilnie namawiał go do porzucenia Starego Sojuszu. Przyjazne stosunki udawało się zachować do 1541 r. Gdy Jakub nie przybył na wyznaczone spotkanie do Yorku Anglia wypowiedziała Szkocji wojnę.
Szkocja była do wojny kompletnie nieprzygotowana. Król Jakub uległ w 1537 r. wypadkowi na polowaniu i nie wrócił do pełni sił. Możni nienawidzili króla, a mając w pamięci straszliwą klęskę pod Flodden nie kwapili się do działań przeciw Anglikom. Efekt mógł być tylko jeden – 24 listopada 1542 r. na torfowisku Solway Moss nad rzeką Esk armia szkocka została doszczętnie rozbita, zaś Jakub salwował się ucieczką z pola bitwy. Błąkał się jakiś czas bez celu, aż przewieziono go do Falkland Palace. Tam dotarła doń wieść o narodzinach córki Marii, która, po śmierci swych starszych braci, była dziedziczką tronu. Jakub miał wówczas powiedzieć It cam wi' a lass and it will gang wi' a lass – Z dziewką przyszło i z dziewką przeminie (Stewartowie nabyli prawa do tronu Szkocji dzięki małżeństwu Waltera Stewarta i Marjorie Bruce, córki króla Roberta I Bruce’a).
Jakub zmarł 14 grudnia i został pochowany w Holyrood Abbey w Edynburgu. Tron objęła jego córka Maria, mająca wówczas ledwie sześć dni. Szkocja stanęła ponownie w obliczu rządów regencyjnych.

## Życie prywatne
1 stycznia 1537 w katedrze Notre-Dame w Paryżu Jakub poślubił Magdalenę de Valois (10 sierpnia 1520 – 7 lipca 1537), córkę Franciszka I de Valois, króla Francji i Klaudii Francuskiej, córki króla Francji Ludwika XII. Małżeństwo nie doczekało się potomstwa.
12 czerwca 1538 r. w St Andrews Jakub poślubił Marię de Guise (22 listopada 1515 – 10/11 czerwca 1560), córkę Klaudiusza, księcia Guise i Antoniny de Vendôme, córki Franciszka, księcia Vendôme (ślub per procura odbył się w Notre-Dame w Paryżu 18 maja 1538 r. Jakuba zastępował lord Maxwell). Jakub i Maria mieli razem dwóch synów i córkę:
- Jakub (22 maja 1540 – kwiecień 1541), książę Rothesay
- Artur (kwiecień 1541), książę Rothesay
- Maria (8 grudnia 1542 – 8 lutego 1587), królowa Szkocji

Jakub miał również wiele nieślubnych dzieci:
Z Elizabeth Shaw:
- James Stewart (1529–1558), opat Kelso i Melrose

Z lady Małgorzatą Erskine, córką Johna Erskine, 4. hrabiego Mar:
- James Stewart (1531 – 23 stycznia 1570), 1. hrabia Moray

Z Euphemią Elphistone, córką Alexandra, lord Elphinstone:
- Robert Stewart (1533–1591), hrabia Orkadów

Z Elizabeth Katherine Carmichael, córką sir Johna Carmichaela:
- John Stewart (przed 1531–1563), ożenił się z Joanną Hepburn i miał z nią syna Franciszka, hrabiego Bothwell

Z Elżbietą Stewart:
- Adam Stewart (zm. 1606), ożenił się z Janet Ruthven i miał z nią córkę Marię.

Z Elizabeth Bethune:
- Joanna, żona Archibalda Campbella, 5. hrabiego Argyll. Nie mieli razem dzieci.

|  |                                  |  |  |  |  |  |  |  |  |  |  |  |  |
|  | Jakub II Stewart                 |  |  |  |  |  |  |  |  |  |  |  |  |
|  |                                  |  |  |  |  |  |  |  |  |  |  |  |  |
|  |                                  |  |  |  |  |  |  |  |  |  |  |  |  |
|  | Jakub III                        |  |  |  |  |  |  |  |  |  |  |  |  |
|  |                                  |  |  |  |  |  |  |  |  |  |  |  |  |
|  |                                  |  |  |  |  |  |  |  |  |  |  |  |  |
|  | Maria of Gueldres                |  |  |  |  |  |  |  |  |  |  |  |  |
|  |                                  |  |  |  |  |  |  |  |  |  |  |  |  |
|  |                                  |  |  |  |  |  |  |  |  |  |  |  |  |
|  | Jakub IV Stewart                 |  |  |  |  |  |  |  |  |  |  |  |  |
|  |                                  |  |  |  |  |  |  |  |  |  |  |  |  |
|  |                                  |  |  |  |  |  |  |  |  |  |  |  |  |
|  | Chrystian I Oldenburg            |  |  |  |  |  |  |  |  |  |  |  |  |
|  |                                  |  |  |  |  |  |  |  |  |  |  |  |  |
|  |                                  |  |  |  |  |  |  |  |  |  |  |  |  |
|  | Małgorzata Duńska                |  |  |  |  |  |  |  |  |  |  |  |  |
|  |                                  |  |  |  |  |  |  |  |  |  |  |  |  |
|  |                                  |  |  |  |  |  |  |  |  |  |  |  |  |
|  | Dorota brandenburska             |  |  |  |  |  |  |  |  |  |  |  |  |
|  |                                  |  |  |  |  |  |  |  |  |  |  |  |  |
|  |                                  |  |  |  |  |  |  |  |  |  |  |  |  |
|  | Jakub V                          |  |  |  |  |  |  |  |  |  |  |  |  |
|  |                                  |  |  |  |  |  |  |  |  |  |  |  |  |
|  |                                  |  |  |  |  |  |  |  |  |  |  |  |  |
|  | Edmund Tudor, 1. hrabia Richmond |  |  |  |  |  |  |  |  |  |  |  |  |
|  |                                  |  |  |  |  |  |  |  |  |  |  |  |  |
|  |                                  |  |  |  |  |  |  |  |  |  |  |  |  |
|  | Henryk VII Tudor                 |  |  |  |  |  |  |  |  |  |  |  |  |
|  |                                  |  |  |  |  |  |  |  |  |  |  |  |  |
|  |                                  |  |  |  |  |  |  |  |  |  |  |  |  |
|  | Małgorzata Beaufort              |  |  |  |  |  |  |  |  |  |  |  |  |
|  |                                  |  |  |  |  |  |  |  |  |  |  |  |  |
|  |                                  |  |  |  |  |  |  |  |  |  |  |  |  |
|  | Małgorzata Tudor                 |  |  |  |  |  |  |  |  |  |  |  |  |
|  |                                  |  |  |  |  |  |  |  |  |  |  |  |  |
|  |                                  |  |  |  |  |  |  |  |  |  |  |  |  |
|  | Edward IV York                   |  |  |  |  |  |  |  |  |  |  |  |  |
|  |                                  |  |  |  |  |  |  |  |  |  |  |  |  |
|  |                                  |  |  |  |  |  |  |  |  |  |  |  |  |
|  | Elżbieta York                    |  |  |  |  |  |  |  |  |  |  |  |  |
|  |                                  |  |  |  |  |  |  |  |  |  |  |  |  |
|  |                                  |  |  |  |  |  |  |  |  |  |  |  |  |
|  | Elżbieta Woodville               |  |  |  |  |  |  |  |  |  |  |  |  |
|  |                                  |  |  |  |  |  |  |  |  |  |  |  |  |
|  |                                  |  |  |  |  |  |  |  |  |  |  |  |  |